# Peltis septentrionalis
Peltis septentrionalis là một loài bọ cánh cứng trong họ Trogossitidae. Loài này được Randall miêu tả khoa học năm 1838.